# Othmar Ammann
Othmar Hermann Ammann (Sciaffusa, 26 marzo 1879 – New York, 22 settembre 1965) è stato un ingegnere svizzero.
Laureatosi (1902) a Zurigo, si trasferì negli Stati Uniti d'America, dove divenne assistente di Gustav Lindenthal. Dopodiché fu a capo della Port of New York Authority dal 1930 al 1937. Libero professionista dal 1939, fu progettista del Ponte George Washington e del Ponte di Verrazzano (1964).